# Spadina Avenue
Pour les articles homonymes, voir Spadina.

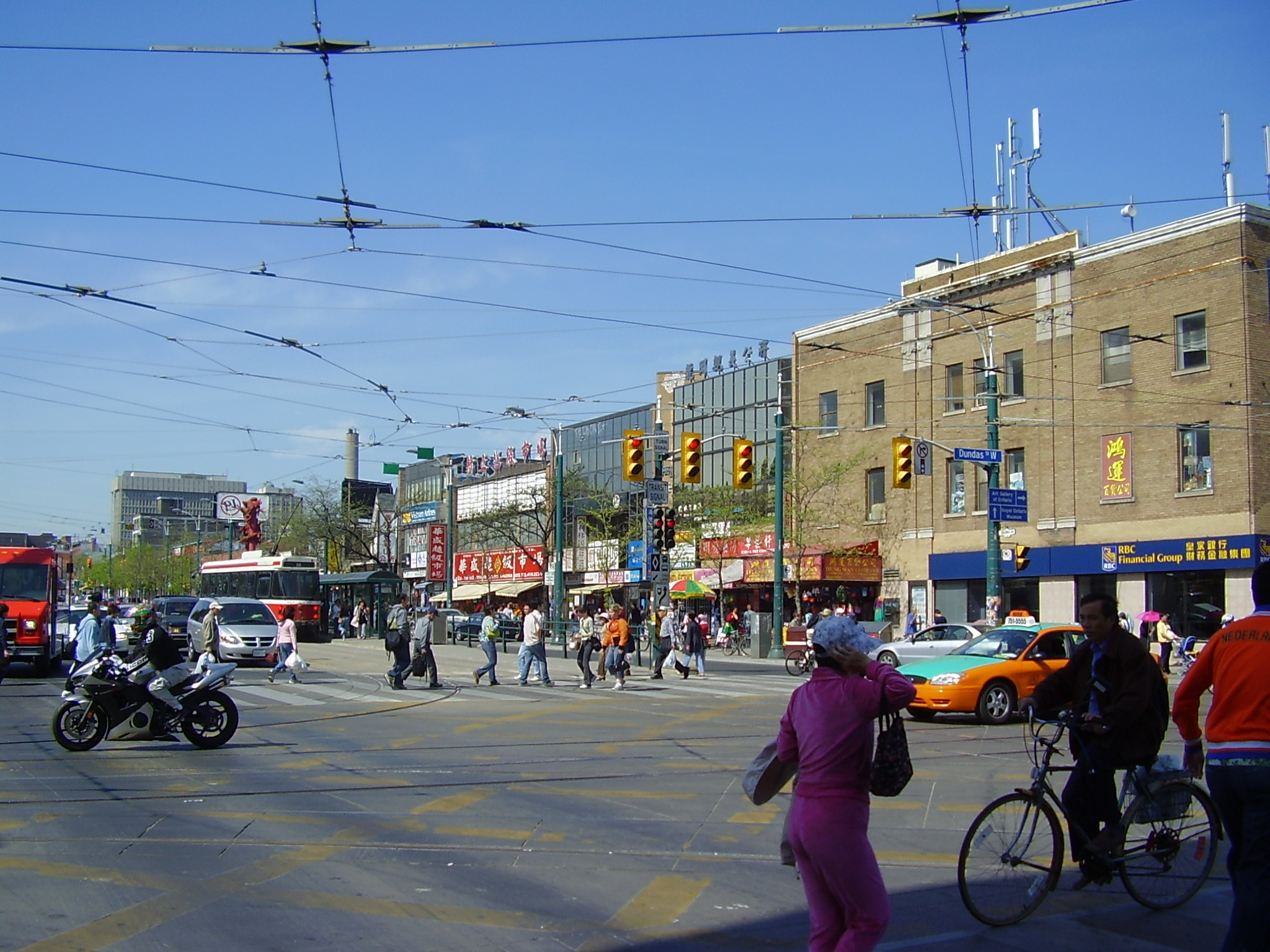
Carrefour de Spadina Avenue et Dundas Street

Spadina Avenue est l'une des rues les plus importantes de la ville de Toronto, au Canada. Elle traverse du nord au sud différents quartiers de la ville, dont le quartier chinois de Toronto et le Fashion District (en), et s'étend de Bloor Street au nord à la Gardiner Expressway au sud, à proximité des rives du lacOntario. 
La majeure partie de la rue est composée de six voies, les deux voies centrales étant réservées à la circulation des tramways de la ligne 510 Spadina.